# 1. Fußball- und Sportverein Mainz 05 1991-1992
Questa voce raccoglie le informazioni riguardanti il 1. Fußball- und Sportverein Mainz 05 nelle competizioni ufficiali della stagione 1991-1992.

## Stagione
Nella stagione 1991-1992 il Magonza, allenato da Robert Jung, concluse il campionato di 2. Bundesliga al 7º posto. In Coppa di Germania il Magonza fu eliminato al primo turno dall'Arminia Bielefeld.

## Rosa
| N. |                     | Ruolo | Calciatore          |
| -- | ------------------- | ----- | ------------------- |
|    | Germania (bandiera) | P     | Stephan Kuhnert     |
|    | Germania (bandiera) | P     | Manfred Petz        |
|    | Germania (bandiera) | D     | Holger Greilich     |
|    | Germania (bandiera) | D     | Norman Klein        |
|    | Germania (bandiera) | D     | Michael Müller      |
|    | Germania (bandiera) | D     | Michael Schuhmacher |
|    | Germania (bandiera) | D     | Hendrik Weiss       |
|    | Germania (bandiera) | C     | Michael Becker      |
|    | Germania (bandiera) | C     | Fabrizio Hayer      |
|    | Germania (bandiera) | C     | Steffen Herzberger  |
|    | Germania (bandiera) | C     | Mike Janz           |

| N. |                        | Ruolo | Calciatore          |
| -- | ---------------------- | ----- | ------------------- |
|    | Germania (bandiera)    | C     | Olaf Kirn           |
|    | Germania (bandiera)    | C     | Waldemar Kischka    |
|    | Germania (bandiera)    | C     | Victor Lopes        |
|    | Finlandia (bandiera)   | C     | Tommi-Björn Paavola |
|    | Germania (bandiera)    | C     | Guido Schäfer       |
|    | Germania (bandiera)    | C     | Thomas Zampach      |
|    | Stati Uniti (bandiera) | A     | Aaron Biagioli      |
|    | Germania (bandiera)    | A     | Norbert Hönnscheidt |
|    | Germania (bandiera)    | A     | Jürgen Klopp        |
|    | Germania (bandiera)    | A     | Gernot Ruof         |
|    | Stati Uniti (bandiera) | A     | David Wagner        |

## Organigramma societario
Area tecnica
- Allenatore: Robert Jung
- Allenatore in seconda:
- Preparatore dei portieri:
- Preparatori atletici:

## Calciomercato

### Sessione estiva
| Acquisti | Acquisti            | Acquisti              | Acquisti |
| R.       | Nome                | da                    | Modalità |
| -------- | ------------------- | --------------------- | -------- |
| C        | Tommi-Björn Paavola | Haka                  |          |
| C        | Waldemar Kischka    | SG Egelsbach          |          |
| A        | David Wagner        | Eintracht Francoforte |          |

| Cessioni | Cessioni      | Cessioni        | Cessioni |
| R.       | Nome          | a               | Modalità |
| -------- | ------------- | --------------- | -------- |
| D        | Hendrik Weiss | FSV Francoforte |          |

### Sessione invernale
| Acquisti | Acquisti | Acquisti | Acquisti |
| R.       | Nome     | da       | Modalità |
| -------- | -------- | -------- | -------- |

| Cessioni | Cessioni     | Cessioni              | Cessioni |
| R.       | Nome         | a                     | Modalità |
| -------- | ------------ | --------------------- | -------- |
| C        | Frank Möller | Eintracht Francoforte |          |

## Risultati

### 2. Bundesliga

#### Girone di andata
| Magonza 24 luglio 1991, ore 19:30 CEST 1ª giornata | Magonza | 0 – 0 referto | Chemnitz | Stadion am Bruchweg (4 800 spett.)\| Arbitro: \| Prengel \| |
| Arbitro:                                           | Prengel |               |          |                                                             |

| Arbitro: | Domurat |

|                                   |           |                          |
| Wawrzyniak 26’ (rig.) Schülbe 89’ | Marcatori | 60’ Klopp 86’ Herzberger |

| Magonza 9 agosto 1991, ore 19:00 CEST 3ª giornata | Magonza | 0 – 0 referto | Homburg | Stadion am Bruchweg (4 500 spett.)\| Arbitro: \| Weise \| |
| Arbitro:                                          | Weise   |               |         |                                                           |

| Arbitro: | Kemmling |

|  |           |                                          |
|  | Marcatori | 37’, 50’, 69’, 89’ Klopp 79’ Schuhmacher |

| Arbitro: | Funken |

|              |           |  |
| Biagioli 32’ | Marcatori |  |

| Magonza 27 agosto 1991, ore 19:30 CEST 6ª giornata | Magonza | 0 – 0 referto | Friburgo | Stadion am Bruchweg (4 000 spett.)\| Arbitro: \| Müller \| |
| Arbitro:                                           | Müller  |               |          |                                                            |

| Arbitro: | Fröhlich |

|             |           |           |
| Turnier 85’ | Marcatori | 32’ Hayer |

| Arbitro: | Domurat |

|                   |           |                      |
| Müller 90’ (rig.) | Marcatori | 6’ Zechel 78’ Preetz |

| Arbitro: | Harder |

|          |           |           |
| Dais 39’ | Marcatori | 70’ Klopp |

| Arbitro: | Schmidt |

|                 |           |                |
| Hönnscheidt 33’ | Marcatori | 40’ Holetschek |

| Arbitro: | Kentsch |

|                   |           |           |
| Kneißl 40’ (rig.) | Marcatori | 31’ Hayer |

#### Girone di ritorno
| Arbitro: | Haupt |

|              |           |  |
| Laudeley 86’ | Marcatori |  |

| Arbitro: | Brückner |

|                 |           |                                                |
| Hönnscheidt 60’ | Marcatori | 61’ (rig.) Wosz 78’ Wüllbier 84’ (rig.) Schulz |

| Arbitro: | Rubel |

|                         |           |                 |
| Gries 18’ Jurgeleit 48’ | Marcatori | 68’ Hönnscheidt |

| Arbitro: | Birlenbach |

|                              |           |                       |
| Paavola 16’ Klopp 89’ (rig.) | Marcatori | 17’ Schmidt 33’ Buvač |

| Arbitro: | Heynemann |

|          |           |                          |
| Weiß 34’ | Marcatori | 18’, 29’ Hayer 88’ Klopp |

| Arbitro: | Frey |

|                |           |  |
| Spies 15’, 79’ | Marcatori |  |

| Arbitro: | Kuhne |

|            |           |            |
| Müller 54’ | Marcatori | 66’ Hobsch |

| Arbitro: | Schmidt |

|            |           |            |
| Preetz 70’ | Marcatori | 80’ Müller |

| Arbitro: | Assenmacher |

|                                   |           |                    |
| Müller 66’ Biagioli 72’ Hayer 80’ | Marcatori | 65’ (aut.) Kuhnert |

| Arbitro: | Leimert |

|                  |           |           |
| Löhnert 41’, 68’ | Marcatori | 37’ Lopes |

| Arbitro: | Schulz |

|                                 |           |                   |
| Hayer 16’ Becker 17’ Möller 84’ | Marcatori | 28’ (rig.) Gröber |

### 2. Bundesliga

#### Girone di andata
| Arbitro: | Kemmling |

|  |           |                            |
|  | Marcatori | 39’ Schmidbauer 41’ Pingel |

| Arbitro: | Pohlmann |

|                               |           |  |
| Buvač 18’ Schulz 28’ Heun 70’ | Marcatori |  |

| Arbitro: | Werthmann |

|                        |           |                  |
| Löbe 22’ Gotsmanov 24’ | Marcatori | 89’ (rig.) Hayer |

| Arbitro: | Richmann |

|                 |           |  |
| Hönnscheidt 90’ | Marcatori |  |

| Arbitro: | Pohlmann |

|                  |           |                        |
| Hayer 14’ (rig.) | Marcatori | 19’ Hobsch 77’ Lindner |

| Arbitro: | Schmidt |

|  |           |           |
|  | Marcatori | 89’ Hayer |

| Arbitro: | Frey |

|            |           |                 |
| Pingel 62’ | Marcatori | 15’ Hönnscheidt |

| Arbitro: | Kuhne |

|                                        |           |           |
| Ruof 60’ Müller 78’ (rig.) Paavola 89’ | Marcatori | 30’ Buvač |

| Arbitro: | Richmann |

|                 |           |  |
| Hönnscheidt 58’ | Marcatori |  |

| Arbitro: | Kentsch |

|                   |           |            |
| Weiß 79’ Lauf 83’ | Marcatori | 13’ Becker |

### Coppa di Germania
| Arbitro: | Hauer |

|            |           |  |
| Meinke 59’ | Marcatori |  |

## Statistiche

### Statistiche di squadra
| Competizione      | Punti | In casa | In casa | In casa | In casa | In casa | In casa | In trasferta | In trasferta | In trasferta | In trasferta | In trasferta | In trasferta | Totale | Totale | Totale | Totale | Totale | Totale | DR |
| Competizione      | Punti | G       | V       | N       | P       | Gf      | Gs      | G            | V            | N            | P            | Gf           | Gs           | G      | V      | N      | P      | Gf     | Gs     | DR |
| ----------------- | ----- | ------- | ------- | ------- | ------- | ------- | ------- | ------------ | ------------ | ------------ | ------------ | ------------ | ------------ | ------ | ------ | ------ | ------ | ------ | ------ | -- |
| 2. Bundesliga     | 21    | 11      | 3       | 6       | 2       | 13      | 11      | 11           | 2            | 5            | 4            | 16           | 14           | 22     | 5      | 11     | 6      | 29     | 25     | +4 |
| 2. Bundesliga     | -     | 5       | 3       | 0       | 2       | 6       | 5       | 5            | 1            | 1            | 3            | 4            | 8            | 10     | 4      | 1      | 5      | 10     | 13     | -3 |
| Coppa di Germania | -     | 0       | 0       | 0       | 0       | 0       | 0       | 1            | 0            | 0            | 1            | 0            | 1            | 1      | 0      | 0      | 1      | 0      | 1      | -1 |
| Totale            | 21    | 16      | 6       | 6       | 4       | 19      | 16      | 17           | 3            | 6            | 8            | 20           | 23           | 33     | 9      | 12     | 12     | 39     | 39     | 0  |

### Andamento in campionato
| Giornata  | 1 | 2 | 3 | 4 | 5 | 6 | 7 | 8 | 9 | 10 | 11 | 12 | 13 | 14 | 15 | 16 | 17 | 18 | 19 | 20 | 21 | 22 |
| --------- | - | - | - | - | - | - | - | - | - | -- | -- | -- | -- | -- | -- | -- | -- | -- | -- | -- | -- | -- |
| Luogo     | C | T | C | T | C | C | T | C | T | C  | T  | T  | C  | T  | C  | T  | T  | C  | T  | C  | T  | C  |
| Risultato | N | N | N | V | V | N | N | P | N | N  | N  | P  | P  | P  | N  | V  | P  | N  | N  | V  | P  | V  |
| Posizione | 6 | 8 | 6 | 2 | 2 | 2 | 3 | 5 | 5 | 7  | 7  | 7  | 7  | 10 | 9  | 7  | 8  | 7  | 7  | 7  | 7  | 7  |

Legenda:

Luogo: C = Casa; T = Trasferta. Risultato: V = Vittoria; N = Pareggio; P = Sconfitta.

### Statistiche dei giocatori
| Giocatore      | 2. Bundesliga | 2. Bundesliga | 2. Bundesliga | 2. Bundesliga | Coppa di Germania | Coppa di Germania | Coppa di Germania | Coppa di Germania | Totale   | Totale | Totale      | Totale     |
| Giocatore      | Presenze      | Reti          | Ammonizioni   | Espulsioni    | Presenze          | Reti              | Ammonizioni       | Espulsioni        | Presenze | Reti   | Ammonizioni | Espulsioni |
| -------------- | ------------- | ------------- | ------------- | ------------- | ----------------- | ----------------- | ----------------- | ----------------- | -------- | ------ | ----------- | ---------- |
| M. Becker      | 21            | 1             | 1             | 0             | 1                 | 0                 | 0                 | 0                 | 22       | 1      | 1           | 0          |
| A. Biagioli    | 8             | 2             | 1             | 0             | 1                 | 0                 | 0                 | 0                 | 9        | 2      | 1           | 0          |
| H. Greilich    | 8             | 0             | 0             | 0             | 0                 | 0                 | 0                 | 0                 | 8        | 0      | 0           | 0          |
| F. Hayer       | 17            | 6             | 3             | 0             | 1                 | 0                 | 0                 | 0                 | 18       | 6      | 3           | 0          |
| S. Herzberger  | 20            | 1             | 0             | 0             | 1                 | 0                 | 0                 | 0                 | 21       | 1      | 0           | 0          |
| N. Hönnscheidt | 16            | 3             | 2             | 0             | 1                 | 0                 | 0                 | 0                 | 17       | 3      | 2           | 0          |
| M. Janz        | 12            | 0             | 2             | 2             | 0                 | 0                 | 0                 | 0                 | 12       | 0      | 2           | 2          |
| O. Kirn        | 11            | 0             | 2             | 0             | 1                 | 0                 | 0                 | 0                 | 12       | 0      | 2           | 0          |
| W. Kischka     | 4             | 0             | 1             | 0             | 0                 | 0                 | 0                 | 0                 | 4        | 0      | 1           | 0          |
| N. Klein       | 1             | 0             | 0             | 0             | 0                 | 0                 | 0                 | 0                 | 1        | 0      | 0           | 0          |
| J. Klopp       | 22            | 8             | 4             | 0             | 1                 | 0                 | 0                 | 0                 | 23       | 8      | 4           | 0          |
| S. Kuhnert     | 22            | 0             | 1             | 1             | 1                 | 0                 | 0                 | 0                 | 23       | 0      | 1           | 1          |
| V. Lopes       | 6             | 1             | 0             | 0             | 0                 | 0                 | 0                 | 0                 | 6        | 1      | 0           | 0          |
| F. Möller      | 21            | 1             | 1             | 1             | 1                 | 0                 | 0                 | 0                 | 22       | 1      | 1           | 1          |
| M. Müller      | 22            | 4             | 4             | 0             | 1                 | 0                 | 0                 | 0                 | 23       | 4      | 4           | 0          |
| T. Paavola     | 6             | 1             | 0             | 0             | 0                 | 0                 | 0                 | 0                 | 6        | 1      | 0           | 0          |
| M. Petz        | 1             | 0             | 0             | 0             | 0                 | 0                 | 0                 | 0                 | 1        | 0      | 0           | 0          |
| G. Ruof        | 14            | 0             | 2             | 0             | 1                 | 0                 | 0                 | 0                 | 15       | 0      | 2           | 0          |
| M. Schuhmacher | 21            | 1             | 3             | 0             | 1                 | 0                 | 0                 | 0                 | 22       | 1      | 3           | 0          |
| G. Schäfer     | 21            | 0             | 9             | 1             | 1                 | 0                 | 0                 | 0                 | 22       | 0      | 9           | 1          |
| D. Wagner      | 1             | 0             | 0             | 0             | 0                 | 0                 | 0                 | 0                 | 1        | 0      | 0           | 0          |
| H. Weiss       | 7             | 0             | 4             | 0             | 0                 | 0                 | 0                 | 0                 | 7        | 0      | 4           | 0          |
| T. Zampach     | 10            | 0             | 1             | 0             | 0                 | 0                 | 0                 | 0                 | 10       | 0      | 1           | 0          |